# Didelphopsis
Didelphopsis — вимерлий рід америдельфів (Ameridelphia), що жили на півдні Південної Америки.